# 생명 (게이밍)

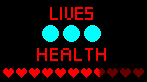
비디오 게임에 흔히 등장하는 캐릭터의 생명은 세 개의 밝은 파란색 구체로 표시된다. 이 캐릭터는 현재 11개의 체력 중 3.5개를 잃었는데, 모두 잃으면 생명 하나를 잃게 된다.

비디오 게임에서 생명(life)은 플레이어 캐릭터가 가지는 플레이 턴으로, 플레이 시작부터 끝까지의 기간으로 정의된다. 생명(Lives)은 게임 오버로 게임이 끝나기 전까지의 제한된 시도 횟수를 의미한다. 때로는 "생명"을 잃는다는 섬뜩한 의미를 피하기 위해, 특히 모든 연령대 게임에서는 완곡어법으로 찬스(chance), 시도(try), 휴식(rest), 계속(continue)과 같은 단어가 사용되기도 한다. 일반적으로 플레이어가 모든 체력을 잃으면 생명 하나를 잃는다. 모든 생명을 잃으면 보통 플레이어 캐릭터에게 "게임 오버"가 되어, 다시 시작하거나 플레이를 중단해야 한다.
플레이어에게 부여되는 생명의 수는 게임 유형에 따라 다르다. 제한된 생명 수는 1980년대에 아케이드 게임과 액션 게임에서 흔한 특징이 되었고, 체크포인트나 파워업과 같은 메커니즘은 시간이 지나면서 생명 관리를 플레이어에게 더 전략적인 경험으로 만들었다. 생명은 초보 플레이어에게 비디오 게임의 메커니즘을 배울 더 많은 기회를 제공하는 동시에, 숙련된 플레이어에게는 더 많은 위험을 감수할 수 있게 한다.

## 역사
생명은 핀볼 게임에서 공의 개수가 제한되는 메커니즘에서 유래했을 수 있다. 제한된 수의 생명(보통 세 개)은 아케이드 게임의 일반적인 특징이 되었다. 생명의 수는 보통 화면에 표시되었다(아케이드 게임에서는 플레이 중인 캐릭터도 "생명"으로 간주되었다). 핀볼 게임과 마찬가지로, 플레이어의 목표는 보통 제한된 생명으로 가능한 한 많은 점수를 획득하는 것이었다. 타이토의 고전 아케이드 비디오 게임인 스페이스 인베이더 (1978)는 비디오 게임에 여러 생명을 도입한 것으로 평가받는다. 이러한 게임에서 생명은 중요했는데, 플레이어 캐릭터의 죽음이라는 최종성을 피하려는 욕구가 플레이어들로 하여금 더 많은 동전을 투입하게 하여 최대의 이익을 창출하도록 만들었기 때문이다.
이후, 체력, 방어 및 기타 능력치, 그리고 파워업의 발전은 플레이어 캐릭터의 생명 관리를 더 전략적인 경험으로 만들었으며, 체력 손실이 초창기 아케이드 게임에서처럼 큰 핸디캡이 아니게 되었다. 생명과 게임 오버 화면은 시대에 뒤떨어진 개념이자 플레이어가 이미 게임에 돈을 지불한 상황에서는 불필요한 아케이드 게임의 잔재로 여겨지게 되었다. 또한, 플레이어가 게임을 공정하게 플레이하는 것을 방해했는데, 둠과 같은 게임에서는 플레이어가 생명을 보존하기 위해 세이브 스커밍을 이용해 체력이 고갈된 상태에서 게임 내 체크포인트부터 다시 시작하는 대신, 게임 오버는 종종 플레이어가 해당 레벨에 다시 도전하는 대신 게임을 영구적으로 포기하게 만들 수 있다. 따라서 대부분의 현대 게임은 플레이어 생명이라는 개념을 완전히 포기하고, 대신 플레이어가 죽으면 가장 가까운 체크포인트에서 다시 시작하게 하거나, 페르시아의 왕자: 시간의 모래처럼 안전해질 때까지 진행 상황을 취소하거나 되감기할 수 있게 하거나, 배트맨: 아캄 어사일럼처럼 QTE를 성공적으로 실행해야 죽음에서 벗어날 수 있도록 만들었다.

## 사용법
액션 게임에서는 플레이어가 여러 생명을 가지고 게임 내에서 더 많은 생명을 얻을 기회가 있는 것이 일반적이다. 이 방법을 통해 플레이어는 치명적인 실수로부터 회복할 수 있다. 롤플레잉 게임과 어드벤처 게임은 보통 생명을 하나만 주지만, 플레이어 캐릭터가 저장된 게임을 다시 불러올 수 있도록 허용한다.
생명은 죽음이 반드시 게임의 끝이 아닌 상황을 설정하여, 플레이어가 평소에는 감수하지 않을 위험을 감수하거나 다양한 전략을 실험하여 효과적인 방법을 찾을 수 있게 한다. 여러 생명은 또한 초보 플레이어가 게임이 끝나기 전에 게임의 메커니즘을 배울 기회를 제공한다. 생명을 구현하는 또 다른 이유는 추가 생명을 얻는 능력이 플레이어에게 추가적인 보상 동기를 제공하기 때문이다.
많은 오래된 비디오 게임에는 게임 플레이를 통해 얻지 않고도 추가 생명을 얻을 수 있는 치트 코드가 있다. 한 예로 콘트라는 코나미 코드를 입력하여 30개의 추가 생명을 얻는 옵션을 추가했다.
현대에는 부분 유료 게임 중 캔디크러쉬사가 삼부작과 같은 일부 게임들은 여러 생명 시스템을 활용하여 더 많은 소액 결제를 유도하는 기회를 창출한다. 이러한 게임에서 플레이어가 레벨에 실패하면 생명 하나를 잃지만, 모든 생명을 잃으면 플레이어는 일시적으로 게임을 계속할 수 없게 된다. 이는 완전히 실패하거나 새로운 시작을 요구하는 게임 오버와는 달리, 생명이 몇 분 또는 몇 시간 후에 자동으로 재생되기 때문이다. 플레이어는 생명이 재생될 때까지 기다리거나, 생명을 회복하기 위한 다른 활동(예: 온라인 친구에게 생명 기부 요청)을 시도하거나, 아이템을 구매하여 생명을 완전히 채우거나 제한된 시간 동안 무한 생명을 얻어 즉시 게임을 계속할 수 있다. 이 시스템은 다른 부분 유료 게임의 "에너지" 미터와 유사하게 작동하지만, 에너지가 레벨을 성공적으로 완료할 때 소모되는 것과 달리 생명은 소모되지 않는다.

### 추가 생명

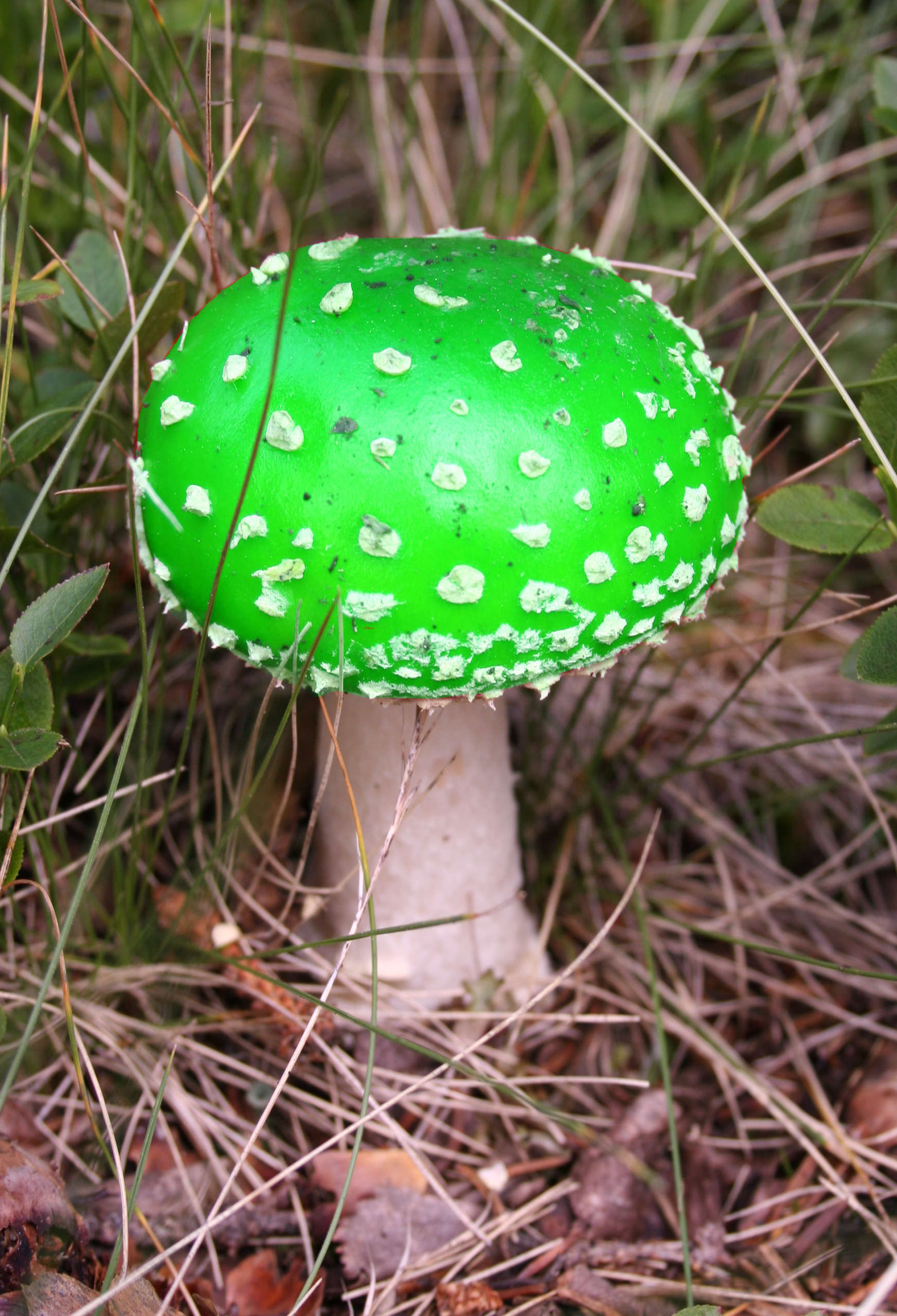
마리오게임은 목숨을 하나 얻는 아이템이 있는데 이 초록 버섯의 모습을 지니고 있다.

추가 생명 또는 1UP은 아이템으로 플레이어 캐릭터의 생명 수를 증가시킨다. 보편적인 게임 규칙이 없기 때문에 1UP의 형태는 게임마다 다르지만, 종종 희귀하고 얻기 어려운 아이템이다. "1UP"이라는 용어를 추가 생명으로 사용한 것은 슈퍼 마리오브라더스에서 처음 등장했는데, 여기서는 초록색 "1UP 버섯"을 얻거나, 코인 100개를 모으거나, 쿠파 등껍질을 사용하여 8마리 이상의 적을 연속으로 죽이거나, 땅에 닿지 않고 8마리 이상의 적을 연속으로 밟는 등 여러 방법으로 1UP을 얻을 수 있었다. 이 용어는 빠르게 퍼져 가정용 및 아케이드 비디오 게임 모두에서 사용되었다.
여러 게임에는 "1UP 루프"라고 불리는 악용 가능한 디자인 결함이 포함되어 있었는데, 특정 체크포인트와 다음 체크포인트 사이에서 두 개 이상의 1UP을 꾸준히 획득할 수 있었다. 플레이어는 두 개의 1UP을 획득하고, 캐릭터를 죽게 만든 다음, 첫 번째 체크포인트에서 순수하게 생명 하나를 얻은 채 다시 시작할 수 있었다. 이 절차는 플레이어가 원하는 만큼의 생명을 얻기 위해 반복될 수 있었다.